# القنصلية الروسية العامة في القدس
القنصلية الروسية العامة في القدس كانت البعثة الدبلوماسية للإمبراطورية الروسية لدى الإمبراطورية العثمانية، في القدس. تأسست القنصلية عام 1858، وعملت في المدينة حتى عام 1914.

## التاريخ
جرى إنشاء القنصلية الروسية العامة في القدس في ديسمبر 1858. في عام 1914 كانت الإمبراطورية العثمانية في حالة حرب مع الإمبراطورية الروسية، مما اضطر بالقناصل الروس للمغادرة نحو مصر. منذ ذلك الوقت، انتهى الوجود الدبلوماسي الروسي في القدس، وسيطرت الإمبراطورية العثمانية على مبنى القنصلية.
في عام 1917، بدأ الانتداب البريطاني على فلسطين، وجعل البريطانيون من مبنى القنصلية ومحيطه مركزًا إداريًا لهم. وفي عام 1948، استولت إسرائيل على مبنى القنصلية. يستخدم المبنى اليوم من قبل دوائر بلدية القدس.

## قائمة القناصل
| ترتيب القنصل | اسم القنصل            | بداية الفترة | نهاية الفترة |
| ------------ | --------------------- | ------------ | ------------ |
| 1            | فلاديمير دورغوبوجينوف | 1858         | 1860         |
| 2            | كونستانتين سوكولوف    | 1860         | 1862         |
| 3            | أندريه كراتسوف        | 1862         | 1867         |
| 4            | فاسيلي كوزنيكوف       | 1867         | 1876         |
| 5            | نيكولاي إيلاريونوف    | 1876         | 1878         |
| 6            | كوزنيكوف              | 1879         | 1884         |
| 7            | الكسندر جيرز          | 1884         | 1885         |
| 8            | دميتري بوخاروف        | 1886         | 1888         |
| 9            | أليكسي بلييف          | 1888         | 1889         |
| 10           | سيرجي ماكسيموف        | 1889         | 1891         |
| 11           | سيرجي أرسنييف         | 1891         | 1897         |
| 12           | الكسندر جاكوبليف      | 1897         | 1907         |
| 13           | أليكسي كروغلوف        | 1908         | 1914         |

## معرض صور

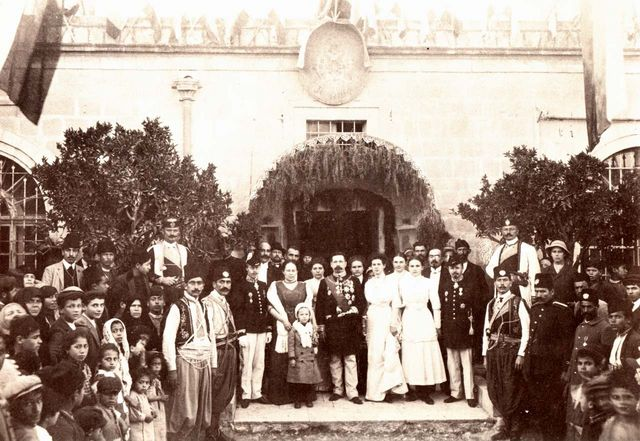
القنصلية قديمًا
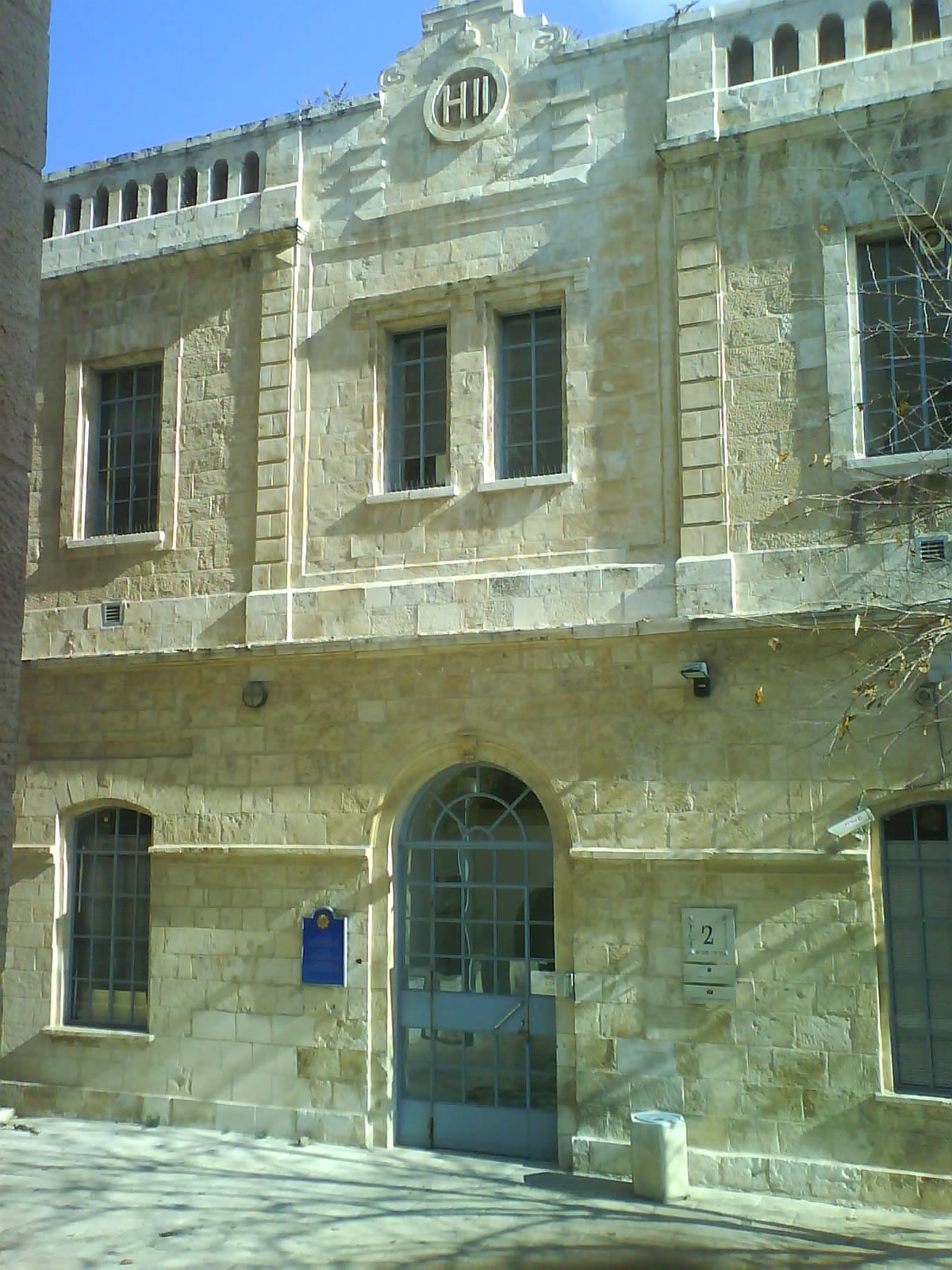
مبنى القنصلية اليوم
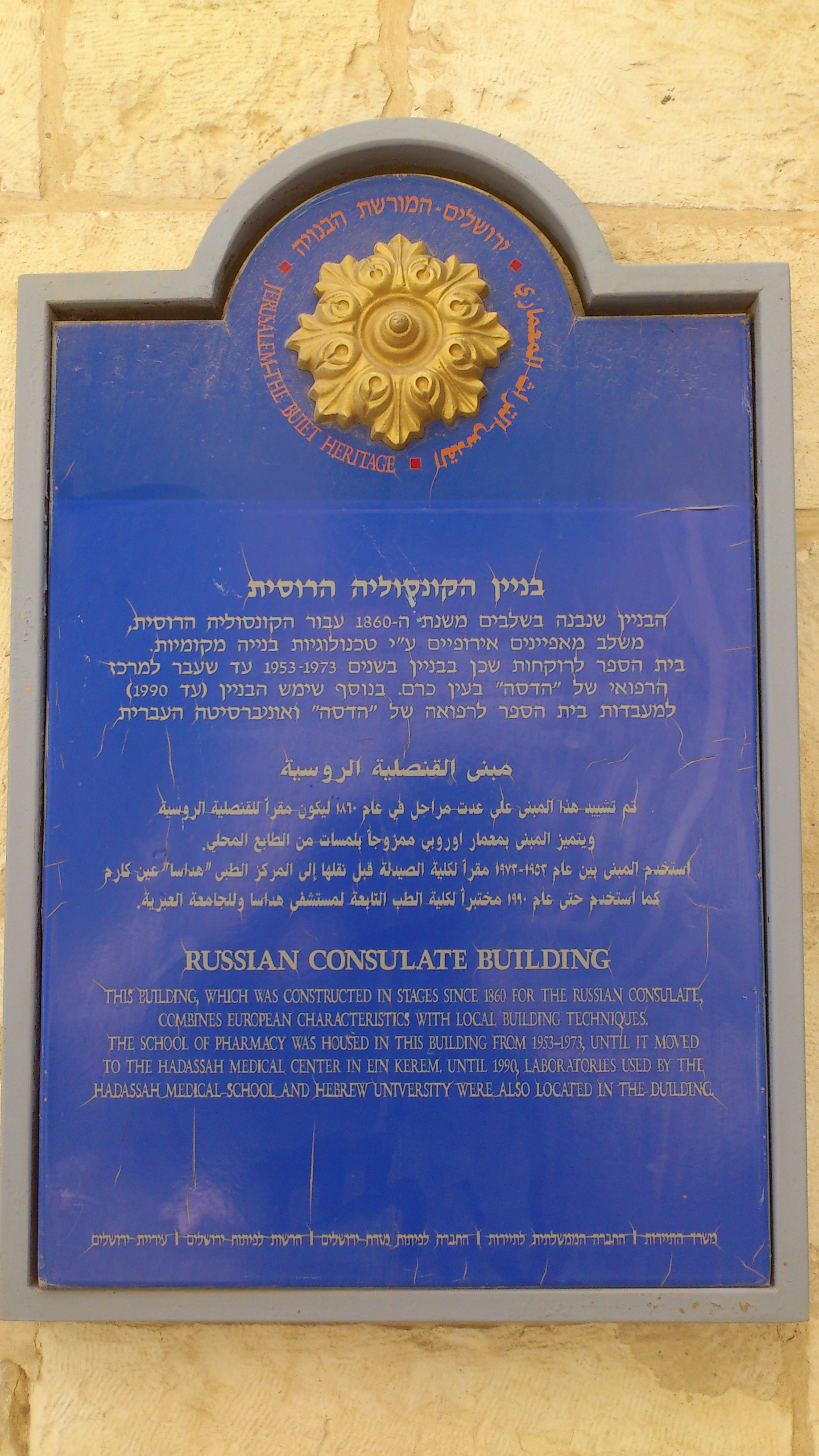
لوحة تعريفية على مدخل المبنى